# Receptor X farnesóide
O receptor X farnesoide (FXR), também conhecido como receptor de ácidos biliares (BAR) ou NR1H4 (receptor nuclear subfamilia 1, grupo H, membro 4), é uma proteína da superfamília de receptores nucleares, família de receptores órfãos. É codificado pelo gene FXR localizado no cromossoma 12 humano.

## Função
O FXR expressa-se num nível alto no fígado e intestinos. O ácido quenodesoxicólico e outros ácidos biliares são ligandos naturais do FXR. Assim como noutros receptores nucleares, quando é activado, o FXR transfere ao núcleo celular, forma um dímero (neste caso um heterodímero com o RXR) e une-se a elementos de resposta a hormonas do ADN, o qual regula à alça ou à baixa a expressão de certos genes.
Uma das funções primárias da activação do FXR é a supressão da colesterol 7 alfa-hidroxilase (CYP7A1), a enzima limitante na síntese de ácidos biliares a partir de colesterol. O FXR não se une directamente ao promotor de CYP7A1. Pelo contrário, o FXR induz a expressão do SHP (do inglês small heterodimer partner, colega heterodímero pequeno), que depois funciona inibindo a transcrição do gene CYP7A1. O FXR estimula também a síntese do factor de crescimento de fibroblastos 19, que também inibe a expressão de CYP7A1 e da esterol 12-alfa-hidroxilase (CYP8B1) por meio do factor de crescimento de fibroblastos 4. Deste modo, estabelece-se uma via de retroalimentação negativa na qual a síntese dos ácidos biliares é inibida quando os níveis celulares são já altos.
A ausência de FXR num modelo de ratos FXR-/- provoca o aumento de ácidos biliares no fígado e o desenvolvimento espontâneo de tumores hepáticos. Reduzir o conjunto de ácidos biliares nos ratos FXR-/- alimentando-os com a resina colestiramina que sequestra os ácidos biliares, reduzia o número e tamanho das lesões malignas.

## Interacções
O receptor X farnesoide apresenta interacções com:
- Coactivador 1-alfa do receptor activado pelo proliferador do peroxisoma gamma[3]  e
- Receptor X retinoide alfa.[4]

## Ligandos
São conhecidos vários ligandos do FXR, tanto de origem natural como sintética.
Agonistas
- Cafestol[8]
- Ácido quenodesoxicólico
- Fexaramina
- GW 4064[9]
- Ivermectina[10][11]
- Ácido obeticólico
- Tropifexor

Antagonistas
- Guggulsterona